# Gruppo crotilico

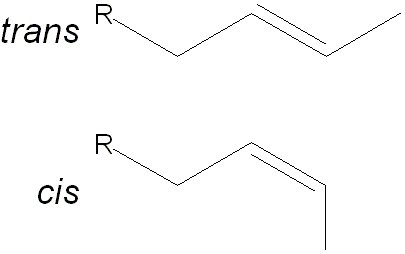
Il gruppo crotilico

Un gruppo crotilico è un gruppo funzionale organico di formula RCH2CH=CHCH3. Sistematicamente dovrebbe essere definito un gruppo but-2-en-1-il e mostra isomeria geometrica, potendo essere sia cis (Z) oppure trans (E). Ci sono molti composti semplici in cui il gruppo crotilico forma una catena carboniosa di base: l'alcol crotilico, la crotonaldeide, l'acido crotonico e il crotil-acrilato sono degli esempi.

## Sintesi degli anioni crotilato
Gli anioni crotilato si possono sintetizzare a partire dal 2-butene (uno qualsiasi dei suoi isomeri). Questa reazione deve essere eseguita in presenza di reagenti organometallici, che fanno da base, solitamente si sceglie l'alchil-litio o altri alchilati di metalli del blocco s. Il solvente tipicamente è il THF e si lavora a bassissime temperature, in genere sotto i -20 °C. La carica negativa è delocalizzata su tre atomi di carbonio e c'è anche la risonanza in gioco.

## Reazioni di crotilazione
La crotilazione avviene rapidamente con alcossiboronati per formare i crotilboronati. Questi ultimi sono utili reagenti per la formazione dei crotil-alcoli. Reagiscono con i protoni acidi delle aldeidi per formare alcoli. Il meccanismo riguarda un anello a 6 termini con un ossigeno carbonilico e un atomo di boro, il tutto in una struttura a forma di sedia.
Reazioni di questo tipo sono fortemente diastereoselettive.